# مارتن أليكفي
مارتن أليكفي (مواليد 21 مارس 1995) هو سبّاح إستوني، مثّل بلاده في الألعاب الأولمبية الصيفية 2016.

## روابط خارجية
مارتن أليكفي على موقع الاتحاد الدولي للسباحة (الإنجليزية)
- مارتن أليكفي على موقع أوليمبيديا (الإنجليزية)